# 森村乡
森村乡，是中华人民共和国安徽省黄山市歙县下辖的一个乡镇级行政单位。

## 行政区划
森村乡下辖以下地区：
森村、渔岸村、绍村、皋径村和黄备村。

## 文物保护
森村乡拥有1处歙县文物保护单位：张氏宗祠及长生桥，位于森村乡绍村。